# Paul Dermée
Paul Dermée, pseudonimo di Camille Janssen (Liegi, 1886 – Parigi, 27 dicembre 1951), è stato un poeta, critico letterario e giornalista belga.

## Biografia
Dopo gli studi scientifici, si cimentò nella letteratura in qualità di direttore di una rivista stampata a Liegi, Mosane. Si trasferì a Parigi nel 1910 e incontrò Guillaume Apollinaire. Grazie a quest'ultimo, fece la conoscenza dei pittori Picasso, Juan Gris, Sonia e Robert Delaunay, Modigliani, e dei poeti Valéry Larbaud e Max Jacob. Nel dicembre 1916 iniziò a collaborare alla rivista di estetica SIC ("Sons Idées Couleurs", "Suoni Idee Colori") diretta da Pierre Albert-Birot, poi nel marzo 1917 alla rivista "Nord-sud" diretta da Pierre Reverdy. Nello stesso mese di marzo 1917, ricevette una lettera di Apollinaire nella quale quest'ultimo gli annunciava il proposito di battezzare la nuova corrente letteraria che nasceva col neologismo "Surrealismo": « Surréalisme n'existe pas encore dans les dictionnaires, et il sera plus commode à manier que "surnaturalisme" déjà employé par MM. les Philosophes». Scoprì gli scritti di Tristan Tzara, e corse dei rischi, in tempo di guerra, nella diffusione della rivista Dada proveniente da Zurigo; in cambio, ricevette il titolo di "Proconsul Dada" ("Proconsole Dada").
Nel 1919 Paul Dermée, assieme al pittore Amédée Ozenfant e a Le Corbusier, fu fra i fondatori della rivista di avanguardia artistica L'Esprit Nouveau, organo del Purismo, destinata a discutere sulle origini e sui possibili sbocchi dell'arte contemporanea. Nel 1927 creò con Michel Seuphor ed Enrico Prampolini i "Documents internationaux de l'esprit nouveau"
Sposò la poetessa dada Céline Arnauld.

## Opere
- Paul Dermée, Spirales, Paris: P. Birault, 1917
- Paul Dermée,  Beautés de 1918, con 4 illustrazioni di Juan Gris. Parigi! : L'esprit nouveau, 1919
- Paul Dermée, Le volant d'Artimon : poemes. Paris: J. Povolozky, 1922
- Paul Dermée & Eugène Courmont, Les affaires et l'affiche, prefazione di J.-M. Lahy. Paris: Dunod, 1922
- Paul Dermée, version française Le Mexique di Mario D'Arpi. Bergamo: Istituto Italiano d'arti grafiche, 1924